# Летсие III
Летсие III, роден като Дейвид Мохато Беренг Зеисо, е кралят на Лесото.
Наследява баща си Мошоешо II, когато последният е принуден да замине в изгнание през 1990 г. Баща му е възстановен за кратко през 1995 г., но скоро загива при автомобилна катастрофа в началото на 1996 г. и Летсие отново става крал.
Като конституционен монарх повечето задължения на крал Летсие като монарх на Лесото са церемониални. През 2000 г. той обявява ХИВ/СПИН в Лесото за природно бедствие, което предизвика незабавна национална и международна реакция на епидемията.

## Биография
Завършва Амплефорт колидж във Великобритания. Оттам той продължава да учи в Националния университет в Лесото, където завършва бакалавърска степен по право. След това продължава да учи в Бристолския университет (диплома по английски правни изследвания, 1986. Завършва обучението си през 1989 г., когато се завръща в Лесото. Коронацията му се състои на 31 октомври 1997 г. на стадион Сесото. Принцът на Уелс – Чарлз присъства също на церемонията. На 1 декември 2016 г. в Рим крал Летсие III е назначен за най-новия специален посланик на ФАО от генералния директор на Организацията Жозе Грациано да Силва.